# Paneuropa-Bewegung Österreich

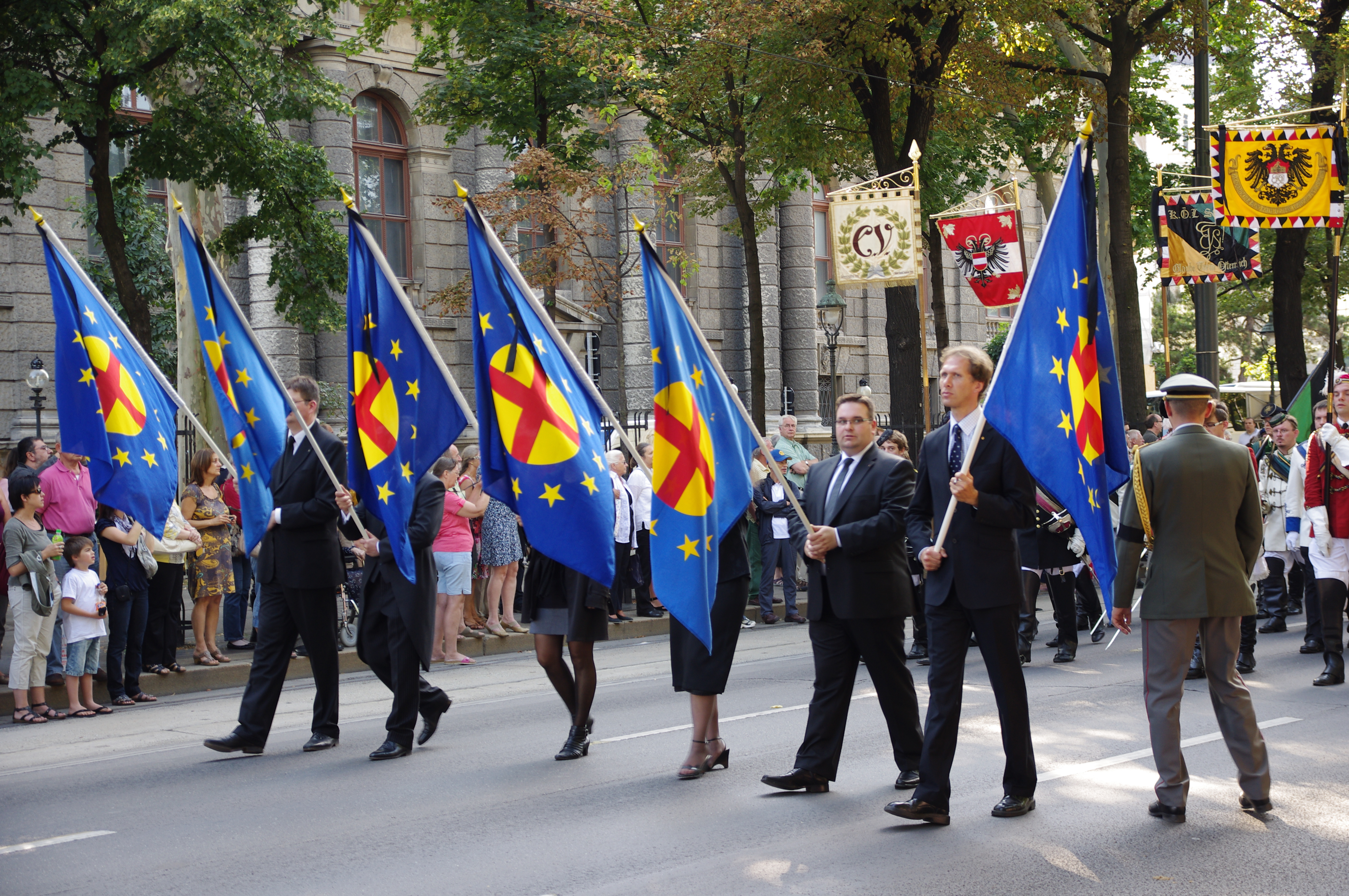
Österreichische Mitglieder der Paneuropa-Union bei der Beerdigung Otto von Habsburgs

Die Paneuropa-Bewegung Österreich ist Mitglied der Paneuropa-Union.

## Gliederung
Sie gliedert sich in die gesamtösterreichische Bundesorganisation und die neun Landesgruppen und wurde nach dem Zweiten Weltkrieg von Mitgliedern des ehemaligen Kaiserhauses Habsburg neu ins Leben gerufen. Untergliederungen sind die hochschulpolitisch aktive Junge europäische Studenteninitiative (JES) und die Paneuropajugend. Präsident ist seit 1986 Karl Habsburg-Lothringen. Generalsekretär der Paneuropa-Österreich ist Rainhard Kloucek, Vorsitzender der Jugend ist Philipp Jauernik.

## Forderungen
Das Ideal der Paneuropabewegung, ein nach christlichen Wertvorstellungen aufgebautes Europa, wird von der Paneuropa-Bewegung Österreich in ihrer Zeitschrift Paneuropa Österreich (vorherige Titel: 1976–1987: Österreich konservativ, 1988–1992: Österreich Paneuropa), in weiteren Publikationen und zahlreichen Veranstaltungen, getreu dem Wahlspruch der Paneuropäer In necessariis unitas, in dubiis libertas, in omnibus caritas verbreitet.
Im Zuge der Migrationskrise 2015 forderte Karl Habsburg eine gemeinsame europäische Lösung und kritisierte die Entscheidung der deutschen Bundesregierung, vorübergehend wieder Grenzkontrollen einzuführen, als „schlechtestmögliche Lösung, aber offenbar die einzige, zu der man sich durchringen kann“. Diese Position wiederholte er auch 2017 und 2019.
In einer „Rede zur Zukunft Europas“ forderte Karl Habsburg 2017 die Einführung einer zweiten Kammer zum Europäischen Parlament: „Es ist logisch, dass die Europäische Union eine Institution hat, die die Mitgliedsstaaten vertritt, ähnlich wie bei uns der Bundesrat.“ Idealerweise agiere eine zweite Kammer unabhängig von der Tagespolitik.

## Geschichte
Als Coudenhove-Kalergi den 50. Geburtstag der von ihm gegründeten Paneuropa-Union für 1972 in Brüssel ansetzte, befand der österreichische Bundeskanzler Bruno Kreisky: Was in Österreich begründet wurde, müsse in Österreich gefeiert werden, und Kreisky selbst übernahm das Ehrenpräsidium. Der legendäre Händedruck zwischen Kanzler Bruno Kreisky und Otto Habsburg am Rande dieses Paneuropa-Kongresses im Mai 1972 in Wien markierte das Ende der hochbrisanten innenpolitischen Auseinandersetzungen um die Person Otto Habsburg. Danach stellte sich im Habsburger-Streit Ermattung ein, und das Begräbnis für Kaiser-Witwe Zita 1989 in Wien wurde bereits zum historischen Erinnerungs-Event. Die Paneuropa-Bewegung Österreich selbst entstand aus der „Aktion Österreich Europa“, nachdem Otto Habsburg 1973 Präsident der Paneuropa-Union geworden war. Basierend auf dieser Bindung an das Habsburger-Haus, hatte 1967 die erstere noch Monarchistische Bewegung Österreichs geheißen.
1990 organisierte und leitete Karl Habsburg einen Hilfszug der Vereinigung nach Litauen mit Nahrungsmitteln, Medikamenten und Bekleidung für die Bevölkerung im Rahmen der sowjetischen Belagerung von Vilnius.
1996 geriet die österreichische Paneuropa-Bewegung im Zusammenhang mit dem World-Vision-Spendenskandal indirekt in negative Schlagzeilen. Der ehemalige Geschäftsführer Wolfgang Krones (damals Generalsekretär von Paneuropa-Österreich) und seine Frau, die Geschäftsführerin von „World Vision Österreich – Christliches Hilfswerk“ Martina Taurer-Krones, hatten Spenden des Hilfswerkes zu Paneuropa umgeleitet. Ein Prüfbericht von KPMG bestätigte Geldflüsse von rund 640.000 Schilling, ein Teil davon floss 1996 in den EU-Wahlkampf von Karl Habsburg-Lothringen. Krones und Martina Taurer-Krones wurden 2004 rechtskräftig verurteilt. 2004 zahlte Karl Habsburg jene 36.899 Euro an den Nachfolgeverein World Vision – Gesellschaft für Entwicklungshilfe und Völkerverständigung zurück, die – laut Habsburg ohne sein Wissen – zur Wahlkampffinanzierung gedient hatten. Laut World Vision war Karl Habsburg in diese Angelegenheit nicht verstrickt.
2002 würdigten der Präsident des EU-Konvents Valéry Giscard d’Estaing und der österreichische Bundeskanzler Wolfgang Schüssel in einem Festakt der Paneuropa-Union in der Wiener Hofburg Otto Habsburg zu dessen 90. Geburtstag für seinen Kampf gegen alle Formen von Totalitarismen und bezeichneten ihn als „großen Europäer“.
Der Kongress anlässlich 90 Jahre Paneuropa fand vom 16. bis 18. November 2012 in Wien statt. Redner waren der Präsident des Europäischen Rates Herman Van Rompuy, EU-Kommissar Johannes Hahn, der Staatspräsident von Makedonien Gjorgie Ivanov und Karl Habsburg.
Paneuropa Österreich hat gemeinsam mit Paneuropa Slowenien (Präsident Laris Gaiser) den Jubiläums-Kongress 2016 in Wien (Redner unter anderen Staatspräsident von Mazedonien Gjorge Ivanov, Staatspräsident von Albanien Bujar Nishani, Staatspräsident vom Kosovo Hashim Thaçi, Karl Habsburg) organisiert. Im Folgejahr lud Paneuropa Österreich zum Kongress Future of Europe: European identity & EU political landscape, veranstaltet wiederum im Wiener Haus der Industrie.